# Mick Abrahams
Michael Timothy "Mick" Abrahams, född 7 april 1943 i Luton, var den ursprungliga gitarristen i den brittiska rockgruppen Jethro Tull. Han spelade gitarr på deras debutalbum This Was (1968). När Abrahams lämnat Jethro Tull bildade han bluesrockgruppen Blodwyn Pig 1968.